# Simaba guianensis
Simaba guianensis är en bittervedsväxtart. Simaba guianensis ingår i släktet Simaba och familjen bittervedsväxter.

## Underarter
Arten delas in i följande underarter:
- S. g. ecaudata
- S. g. guianensis
- S. g. huberi